# Don Savage
Donald Joseph Savage, detto Don (Syracuse, 9 aprile 1928 – Summit, 27 gennaio 2010), è stato un cestista statunitense, professionista nella NBA.

## Carriera
Venne selezionato dai Syracuse Nationals al secondo giro del Draft NBA 1951 (14ª scelta assoluta).